# 張茂和
张茂和（?—?），唐朝奚族人，易定节度使张孝忠的儿子，张茂昭的弟弟。
张孝忠感谢幽州节度使朱滔的保荐，让张茂和聘娶朱滔之女，缔约甚密。元和年间，张茂和为左武卫将军。裴度担任淮西行营处置，用兵讨伐蔡州淮西节度使吴元济，建牙赴行营，表奏张茂和为都押衙。张茂和曾经以胆气才略在相府自我夸耀，于是被裴度奏用。张茂和认为裴度最终无功，淮西蔡州不可平定，于是以患病推辞。裴度大怒，奏请斩杀张茂和以警示大军。唐宪宗说：“张茂和其家门忠顺，为卿将他远远贬斥。”后来再用为诸卫将军，去世。